# Testament (počítačová hra)
Testament je česká hra pro počítače Amiga z roku 1996. Vytvořilo ji studio Insanity a vydalo Signum.

## Hratelnost
Titul nabízí hratelnost podobnou hrám jako Doom či Wolfenstein 3D. V každém z 16 levelů musí hráč najít svitek. Ten většinou bývá ukrytý za dveřmi, které se dají odemknout klíčem. Ten klíč však musí hráč napřed najít. Hráč musí bojovat s nepřáteli pomocí zbraní, mezi nimi figuruje pistole či kulomet.

## Příběh
Hra je o vojákovi, který se účastní expedice za nalezením krypty starodávného čaroděje a císaře mocného impéria Ghuwty. Ten se však od své skupiny oddělil a teď musí bojovat, aby přežil, a porazit ducha mocného Ghuwty..

## Vývoj
Studio Insanity se zformovalo právě při tvorbě Testamentu. Filip Doksanský hru původně zamýšlel jako port Wolfenstein 3D na Amigu. Prvně byla představena veřejnosti během Amiga Worshopu v roce 1996. Hru vydala v roce 1997 firma Signum.

## Přijetí
Hra byla přijata kladně, a to především díky temné hororové atmosféře.

## Pokračování
V roce 1998 vyšlo pokračování, Testament II.